# منتخب تايلاند لكرة السلة للسيدات
منتخب تايلاند الوطني لكرة السلة للسيدات هو ممثل تايلاند الرسمي في المنافسات الدولية في كرة السلة للسيدات.

## التشكيلة الحالية (2023)
في دورة ألعاب جنوب شرق آسيا 2023، ضمت التشكيلة الأساسية اللاعبات:
- أمفاوا ثوامون (Amphawa Thuamon)
- ثونشانك لومدابانغ (Thunchanok Lumdappang)
- ساسيبورن وونغتابا (Sasiporn Wongtapha)
- راتياكورن أودومسوك (Rattiyakorn Udomsuk)
- كانوكوان براجوبسوك (Kanokwan Prajuapsook)Asia Basket

وكانت راتياكورن أودومسوك أبرز هدافات الفريق بمتوسط 14.3 نقطة في المباراة.